# David Oberhauser
David Oberhauser est un footballeur français, né le 29 novembre 1990 à Bitche (Moselle), évoluant au poste de gardien de but à l'US Boulogne.

## Biographie
De 2003 à 2005, alors joueur au FC Metz, il est pensionnaire du Pôle espoirs de Madine.

### Formation et début à l'AC Ajaccio
Formé à l'AC Ajaccio, David Oberhauser attend plusieurs années avant de faire ses grands débuts. C'est à l'occasion de la troisième journée de la saison 2012-2013 de Ligue 1, qu'il fait ses débuts sous les couleurs acéistes, contre Valenciennes, match où il encaisse trois buts. Il est laissé libre par son club en fin de saison, victime de plus d'une rupture des ligaments croisés du genou. 

### Départ en Roumanie
David Oberhauser s'engage alors avec l'UT Arad, club de seconde division roumaine. Il participe à la première journée, passe les trois suivantes sur le banc, puis joue de nouveau pour les cinquième et sixième journée, encaissant sept buts en trois matchs. Il quitte le club le 17 octobre 2013. 

### Deuxième puis troisième gardien au FC Metz
Le 3 juillet 2014, il s'engage avec le FC Metz, alors en Ligue 1. Il officie alors en tant que gardien remplaçant, en faisant ses débuts avec le club le 13 septembre 2014 face à l'OGC Nice, où il entre en cours de jeu sur blessure de Johann Carrasso. Il profite d'une autre blessure de Carrasso le 7 mars 2015 face au Stade rennais pour jouer une seconde fois, puis joue un match entier le 16 mai face à l'AS Monaco. Son club descend en Ligue 2 en fin de saison. 
Pour sa deuxième saison avec Metz, Oberhauser est systématiquement sur la feuille de match à chaque rencontre. Doublure de Thomas Didillon, il est cependant choisi onze fois comme titulaire par son entraîneur Philippe Hinschberger. 
Avec la remontée de Metz en Ligue 1, Oberhauser est relégué au poste de gardien réserviste avec l'arrivée du portier japonais Eiji Kawashima. Il ne joue qu'un match lors de cette saison 2016-2017, le 21 décembre face à l'En avant Guingamp, où il ne peut éviter le nul à son équipe, encaissant deux buts. Il quitte le club libre en fin de saison. 

### Faux-départ en Grèce
Son contrat non prolongé par Metz, David Oberhauser part vers la Grèce et signe avec Platanias FC. Débutant la saison comme titulaire, il dispute deux matchs avec son nouveau club, mais une nouvelle rupture des ligaments croisés du genou l'éloigne des terrains. Il ne joue ensuite plus avec Platanias, son contrat étant rompu le 15 février 2018. 

### Une saison en Ligue 2 avec le GFC Ajaccio
Il revient en France pour la saison 2018-2019 de Ligue 2, dans la ville de son club formateur, mais pour le compte de l'autre équipe de la ville, le GFC Ajaccio. Il commence la saison comme remplaçant de Maxime Cassara, puis réalise ses débuts le 21 septembre face à l'AS Nancy-Lorraine. Albert Cartier lui fait confiance pour les matchs suivants, et Hervé Della Maggiore, son successeur, fait de même, le titularisant à chaque match. Dix-huitième à la fin de la saison, le GFC doit disputer un match de barrage aller-retour contre Le Mans FC pour conserver sa place en Ligue 2. Malgré une victoire à l'aller, le club perd le match retour et descend en National. Oberhauser se retrouve sans contrat et participe au stage de l'UNFP.
Début août, il signe au Red Star FC pour la saison 2019-2020.

### Un bref passage au Puy
À l'été 2020, il rejoint les rangs du Puy Foot, pensionnaire de National 2. 

### Retour au FC Metz
À la toute fin du mois d'août 2021, il fait son retour au FC Metz et signe un contrat de deux ans.

### Transfert à Boulogne-sur-Mer
Dans les derniers jours du mois d'août 2022, il rejoint l'US Boulogne. 

## Statistiques
| Saison                | Club                  | Championnat           | Championnat | Championnat | Coupe nationale | Coupe nationale | Coupe de la Ligue | Coupe de la Ligue | Total | Total |
| Saison                | Club                  | Division              | M.          | B.          | M.              | B.              | M.                | B.                | M.    | B.    |
| 2009-2010             | AC Ajaccio            | Ligue 2               | -           | -           | -               | -               | -                 | -                 | 0     | 0     |
| 2010-2011             | AC Ajaccio            | Ligue 2               | -           | -           | -               | -               | -                 | -                 | 0     | 0     |
| 2011-2012             | AC Ajaccio            | Ligue 1               | -           | -           | -               | -               | -                 | -                 | 0     | 0     |
| 2012-2013             | AC Ajaccio            | Ligue 1               | 1           | 0           | -               | -               | -                 | -                 | 1     | 0     |
| Sous-total            | Sous-total            | Sous-total            | 1           | 0           | -               | -               | -                 | -                 | 1     | 0     |
| 2013-2014             | UT Arad               | Liga II               | 3           | 0           | 1               | 0               | -                 | -                 | 4     | 0     |
| Sous-total            | Sous-total            | Sous-total            | 3           | 0           | 1               | 0               | -                 | -                 | 4     | 0     |
| 2014-2015             | FC Metz               | Ligue 1               | 3           | 0           | -               | -               | -                 | -                 | 3     | 0     |
| 2015-2016             | FC Metz               | Ligue 2               | 11          | 0           | -               | -               | 2                 | 0                 | 13    | 0     |
| 2016-2017             | FC Metz               | Ligue 1               | 1           | 0           | -               | -               | 3                 | 0                 | 4     | 0     |
| Sous-total            | Sous-total            | Sous-total            | 15          | 0           | -               | -               | 5                 | 0                 | 20    | 0     |
| 2017-2018             | Platanias FC          | Super League          | 2           | 0           | -               | -               | -                 | -                 | 2     | 0     |
| Sous-total            | Sous-total            | Sous-total            | 2           | 0           | -               | -               | -                 | -                 | 2     | 0     |
| 2018-2019             | GFC Ajaccio           | Ligue 2               | 31+2        | 0           | 2               | 0               | 1                 | 0                 | 36    | 0     |
| Sous-total            | Sous-total            | Sous-total            | 33          | 0           | 2               | 0               | 1                 | 0                 | 36    | 0     |
| 2019-2020             | Red Star FC           | National              | 1           | 0           | 4               | 0               | 1                 | 0                 | 6     | 0     |
| Sous-total            | Sous-total            | Sous-total            | 1           | 0           | 4               | 0               | 1                 | 0                 | 6     | 0     |
| 2020-2021             | Le Puy Foot           | National 2            | 8           | 0           | 5               | 0               | 0                 | 0                 | 13    | 0     |
| Sous-total            | Sous-total            | Sous-total            | 8           | 0           | 5               | 0               | 0                 | 0                 | 13    | 0     |
| 2021-2022             | FC Metz               | Ligue 1               | 0           | 0           | 0               | 0               | 0                 | 0                 | 0     | 0     |
| Sous-total            | Sous-total            | Sous-total            | 0           | 0           | 0               | 0               | 0                 | 0                 | 0     | 0     |
| 2022-2023             | US Boulogne           | National 2            | 12          | 0           | 3               | 0               | 0                 | 0                 | 15    | 0     |
| Sous-total            | Sous-total            | Sous-total            | 12          | 0           | 3               | 0               | 0                 | 0                 | 15    | 0     |
| Total sur la carrière | Total sur la carrière | Total sur la carrière | 75          | 0           | 15              | 0               | 7                 | 0                 | 97    | 0     |